# The New Patriots
The New Patriots es una película de drama político nigeriana de 2020 dirigida por Adebayo Tijani y Terry Ayebo. Fue producida por Rotimi Adelola, a partir de un guion (en inglés) de Niji Akanni y traducido al yoruba. La historia fue escrita por Rotimi Adelola, inspirada en Patriots and Sinners, una novela escrita por Nnenna Ihebom. Recibió críticas positivas y se proyectó en distintos festivales internacionales de cine.
Está protagonizada por Akin Lewis, Lateef Adedimeji, Bimbo Oshin, Dele Odule y Taiwo Ibikunle.

## Sinopsis
En la ficticia República de Aruguna, el país se encuentra a merced de los poderes políticos y la corrupción.

## Elenco
- Akin Lewis como Dr. Nathaniel Olubo
- Lateef Adedimeji como Fred
- Bimbo Oshin como la princesa Gladys Olubo
- Dele Odule como Jefe Balogun
- Taiwo Ibikunle como Jefe Yagaz
- Adebimpe Oyebade como Atilola Olubo
- Damipe Adekoya como Simisola Olubo
- Motilola Adekunle como Dr. Bibi Agba
- Jibola Soyele como Jibola
- Kemisola Isijola como Sewa
- Bimbo Sunday como Ahmed
- Adedeji Odundun como Alex

## Recepción
Fue seleccionada oficialmente para estrenarse en los festivales de cine de tres países:
- 2020 Festival Internacional de Cine Cinco Continentes, Venezuela. Es el único largometraje de África seleccionado para esa edición del festival.[8][7]
- 2021 Festival de Cine Independiente de Montreal, Canadá
- Festival de Cine Africano (TAFF) 2021, EE. UU.
- Festival Internacional de Cine de Nollywood de Toronto (TINFF) 2021, Canadá

También recibió una Mención de Honor en el Festival de Cine Flash de Berlín 2021, Alemania.

## Premios y nominaciones
| Año  | Festivales de Cine                                             | Categoría                                 | Nominado         | Resultado     | Ref.   |
| ---- | -------------------------------------------------------------- | ----------------------------------------- | ---------------- | ------------- | ------ |
| 2021 | Festival Internacional de Cine de los Cinco Continentes        | Mejor largometraje de acción              | The New Patriots | Ganadora      | [ 14 ] |
| 2021 | Festival Internacional de Cine de los Cinco Continentes        | Mejor actor principal en un largometraje  | Lateef Adedimeji | Nominada      | [ 14 ] |
| 2021 | Festival Internacional de Cine de los Cinco Continentes        | Mejor actriz principal en un largometraje | Damipe Adekoya   | Ganadora      | [ 14 ] |
| 2021 | Festival Internacional de Cine de los Cinco Continentes        | Mejor producción de largometraje          | Rotimi Adelola   | Nominado      | [ 14 ] |
| 2021 | Festival Internacional de Cine de Nollywood de Toronto (TINFF) | Mejor película africana                   | The New Patriots | En proceso... | [ 15 ] |
| 2021 | Festival Internacional de Cine de Nollywood de Toronto (TINFF) | Mejor Drama - Nollywood                   | The New Patriots | En proceso... | [ 15 ] |
| 2021 | Festival Internacional de Cine de Nollywood de Toronto (TINFF) | Mejor tráiler de película                 | The New Patriots | En proceso... | [ 15 ] |
| 2021 | Festival Internacional de Cine de Nollywood de Toronto (TINFF) | Mejor productor de películas: África      | Rotimi Adelola   | En proceso... | [ 15 ] |